# Мордвинов Микола Дмитрович
Мордвинов Микола Дмитрович — радянський російський актор театру і кіно, театральний режисер. Народний артист СРСР (1949). Лауреат Державної премії СРСР (1942, 1949, 1951).
Народився 15 лютого 1901 р. Навчався у Студії Ю. Завадського в Москві. Працював у театрах Ростова-на-Дону і Москви.
Знявся у фільмах: «Маскарад» (1941), «Котовський» (1943) та ін., в українській кінокартині «Богдан Хмельницький» (1941, Хмельницький).
Нагороджений орденом Трудового Червоного Прапора.
Помер 26 січня 1966 р.